# Манжен, Клеман Сириак де

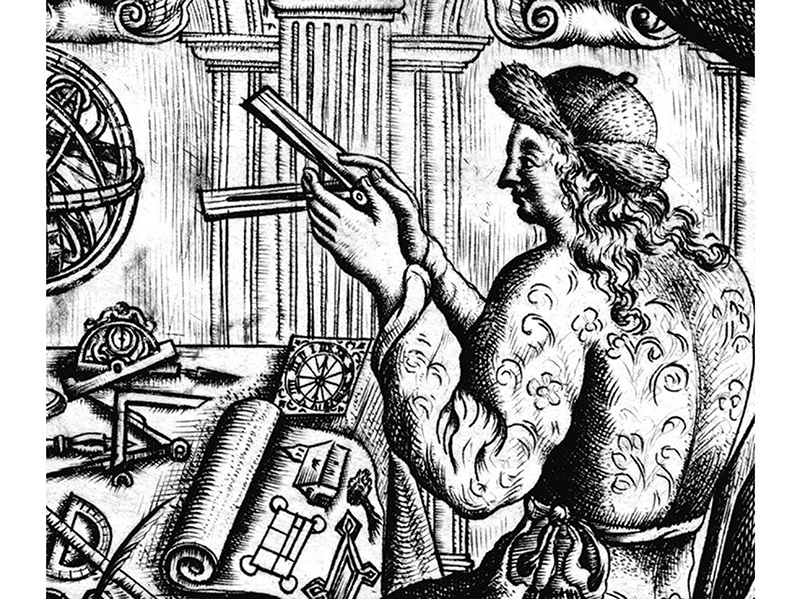
Иллюстрация из книги Дени Анриона (Клемана Сириака де Манжена) «Использование пропорционального компаса»

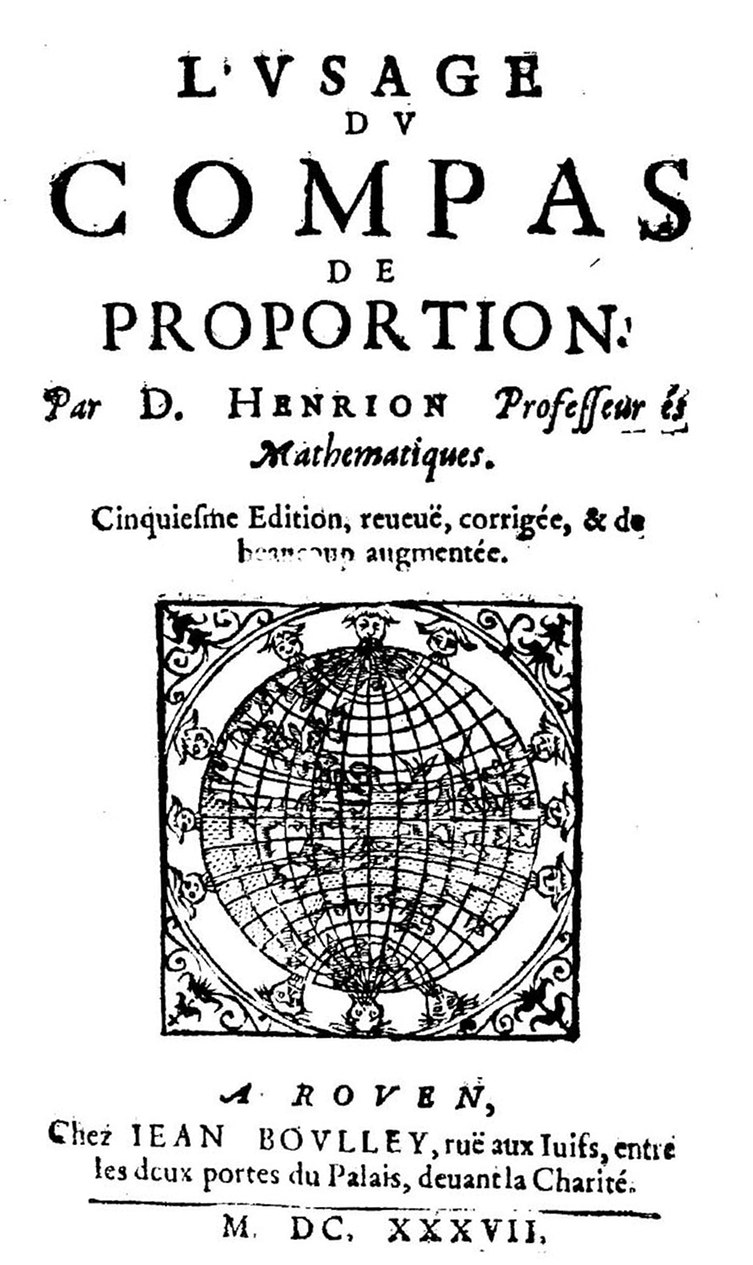
«L' vsage du compas de proportion». 1637

Клеман Сириак де Манжен или Деманжен (фр. Clément Cyriaque de Mangin; 1570, Жиньи-сюр-Сон, Бургундия — Франш-Конте — 24 октября 1642, Париж) — французский барон, математик, астроном, поэт.

## Биография
Окончил колледж в Шалон-сюр-Сон. После курсов по философии, служил наставником у сеньора Сервильского, затем отправился в Париж, где изучал математику и теологию. Совершил поездки в Германию, Польшу и Нидерланды.
В 1607 году вернулся во Францию, преподавал математику в колледже Бургундии, где имел в качестве учеников много молодых людей из знатных семей.
Пользовался покровительством кардинала Жака Дэви Дюперрона.
Автор трактата об использовании Пропорционального циркуля. Вёл научные споры с учёными Марином Гетальдичем и Франсуа Виетом.
Автор ряда стихов. Использовал псевдонимы «Дени Генрион», Дени Анрион и Пьер Эригон.
Опубликовал большое количество работ и переводов: «Математические воспоминания, собранные и составленные в пользу французской знати» (Париж, 1612). В 1627 году издал «Трактат о сферических треугольниках» и «Трактат о логарифмах», «Космография, или Общий трактат о небесных и элементарных вещах» (Париж, 1620, 1626), «Собрание различных трактатов по математике» (там же, 1621), «Заметки о математических воссозданиях и завершении различных задач, используемых для понимания сложных и непонятных вещей» (Париж, 1627) и др.